# Jonathan Vance

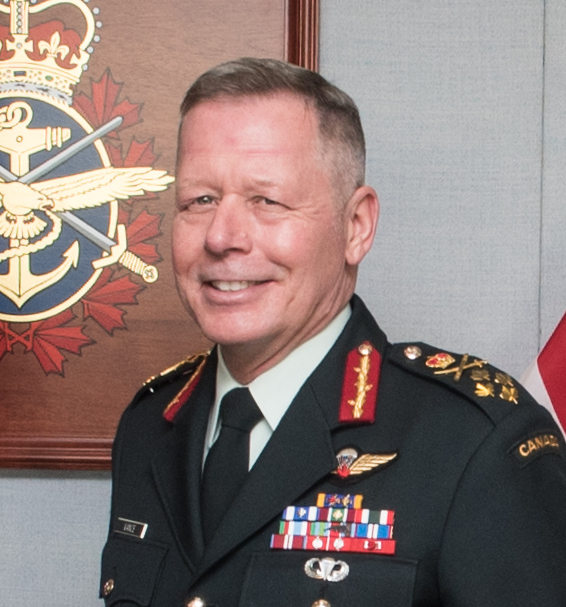
Jonathan Vance (2018)

Jonathan Holbert „Jon” Vance (ur. 3 stycznia 1964 w Kingston, Ontario) – kanadyjski generał, Szef Sztabu Obrony (Chief of the Defence Staff) Kanadyjskich Sił Zbrojnych.
Do Kanadyjskich Sił Zbrojnych wstąpił w 1982. W 1986 ukończył Royal Roads Military College jako oficer piechoty. Pełnił funkcję zastępcy dowódcy Dowództwa Połączonych Sił Sojuszniczych w Neapolu oraz dowódcy kanadyjskiej grupy zadaniowej w Kandaharze w Afganistanie (2009–2010). Od lipca 2015 zajmuje najwyższe w Kanadzie stanowisko wojskowe – Szefa Sztabu Obrony.
Został odznaczony m.in. orderami Order of Military Merit oraz Canadian Forces Decoration.